# سباق جائزة أبو ظبي الكبرى 2016
سباق جائزة أبوظبي الكبرى 2016 هو سباق فورمولا 1 أقيم في حلبة مرسى ياس، أبو ظبي، الإمارات العربية المتحدة. كان الحادي والعشرون من أصل 21 في بطولة العالم لسباقات الفورمولا واحد موسم 2016. حلّ البريطاني لويس هاملتون أولا بينما جاء نيكو روسبيرغ في المركز الثاني وحصل على المركز الثالث سباستيان فيتل.